# Pisgat Ze'ev

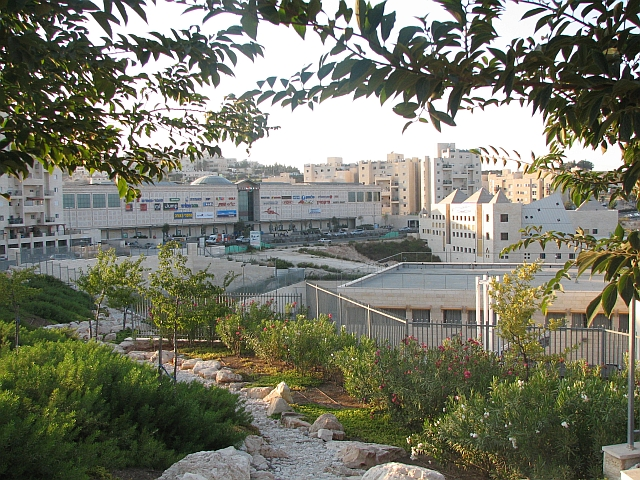
Nákupní centrum v Pisgat Ze'ev

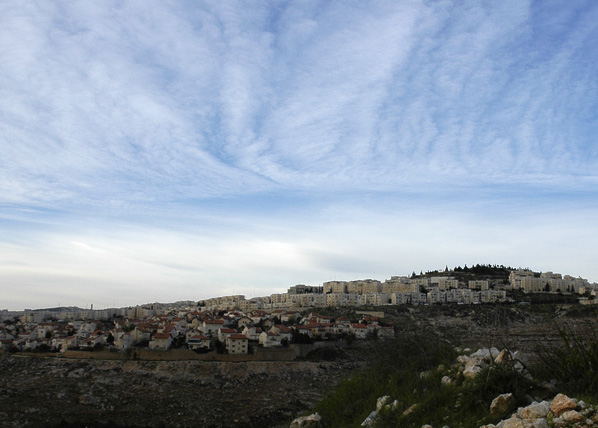
Celkový pohled na Pisgat Ze'ev

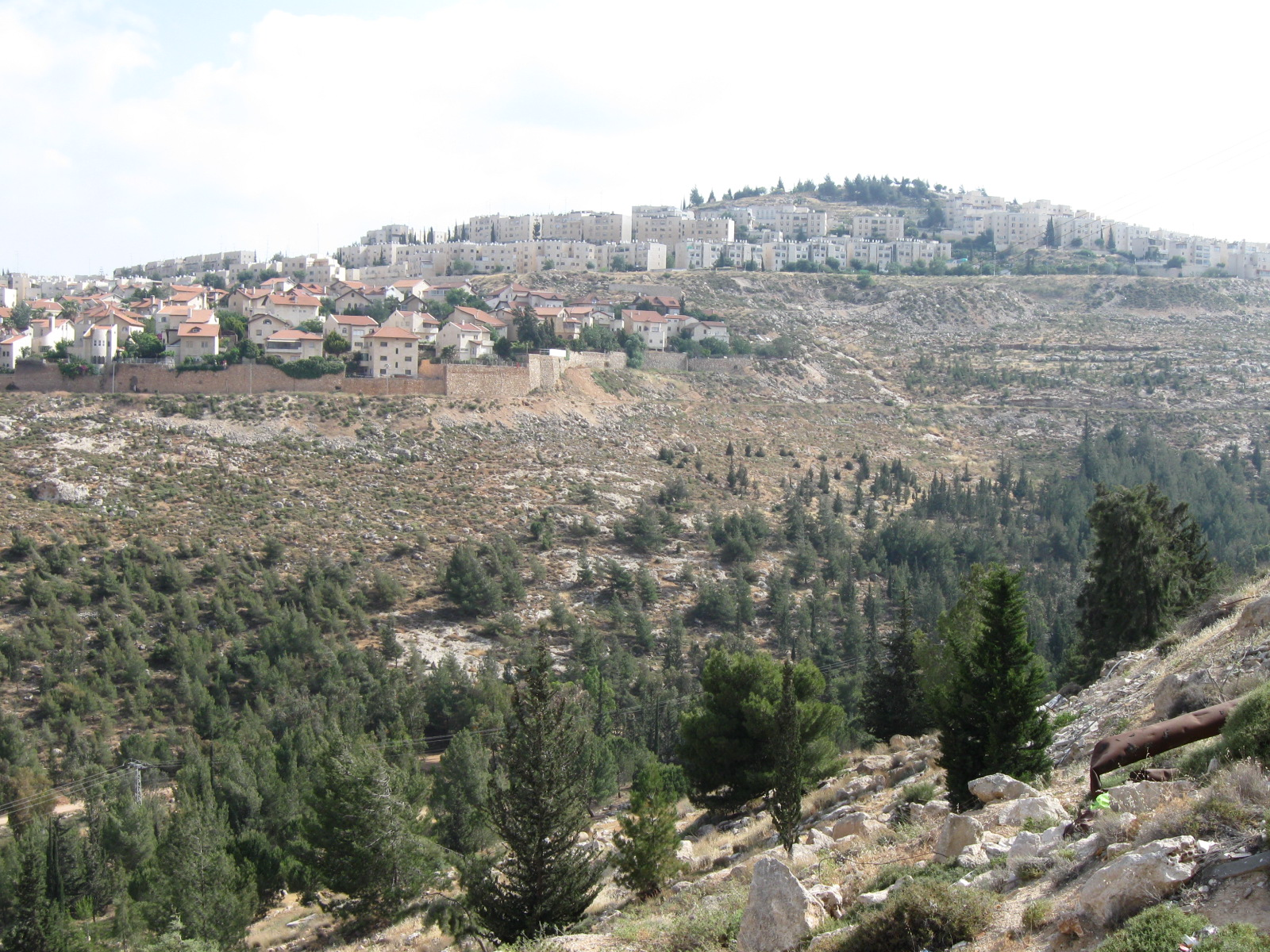
Nově vysázený les na okraji Pisgat Ze'ev

Pisgat Ze'ev (hebrejsky: פסגת זאב, doslova Ze'evův vrcholek) je židovská čtvrť v severní části Jeruzaléma v Izraeli, ležící ve Východním Jeruzalému, tedy v části města, která byla okupována Izraelem v roce 1967 a začleněna do hranic Jeruzaléma.

## Geografie
Leží v nadmořské výšce přes 700 metrů, cca 5 kilometrů severoseverovýchodně od Starého Města. Na severu s ní sousedí rovněž židovská čtvrť Neve Ja'akov, na západě arabské čtvrtě Bejt Chanina a Šu'afat. Na jihu zasahuje uprchlický tábor Šu'afat. Na východ od čtvrti byla počátkem 21. století vedena Izraelská bezpečnostní bariéra, která od ní oddělila některá arabská místa ležící vně hranic Jeruzaléma (zejména lidnatou obec al-Ram na sever odtud a 'Anata na jihu). Po západním okraji čtvrtě probíhá severojižním směrem dálnice číslo 60 (Derech ha-Aluf Uzi Narkis). V roce 2011 sem byla dobudována tramvajová trať, jež spojuje čtvrť s centrem města. Pisgat Ze'ev je situována na zvlněné pahorky, které člení četná údolí. Nejvýraznějšími jsou kaňony Vádí al-Chafi a vádí Nachal Zimri a Vádí el-Chalaf, které vedou k východu do Judské pouště a patří do povodí vádí Nachal Prat. Na západním okraji čtvrti pak vystupuje pahorek Giv'at Šaul.

## Dějiny
Plánování židovské výstavby v této lokalitě začalo bezprostředně po roce 1967. Účelem Pisgat Ze'ev bylo vytvořit teritoriální souvislost mezi čtvrtí ha-Giva ha-Carfatit (Francouzský vrch) a Neve Ja'akov založenou roku 1972. Pisgat Ze'ev byla založena roku 1984 na vrchu nazývaném Araby Ras al-Tavil s nadmořskou výškou 772 m n. m. Původně se nový obytný soubor nazýval Pisgat Tal coby hebrejský překlad původního místního jména, ale název byl později změněn do současné podoby, která odkazuje na Vladimíra (Ze'eva) Žabotinského, zakladatele hnutí revizionistického sionismu. Složité modelaci terénu je přizpůsobeno i zastavěné území čtvrtě, která sestává z několika urbanisticky samostatných souborů: Pisgat Ze'ev Cafon (nejmladší), Merkaz Pisgat Ze'ev (vznikl nejdříve), Pisgat Ze'ev Mizrach a Pisgat Ze'ev Ma'arav.
V průběhu výstavby byly v této lokalitě učiněny četné archeologické objevy. Je totiž situována na strategickém místě při historické silnici z Jeruzaléma na Nábulus. V biblických dobách zde byla hustá síť zemědělských vesnických sídel. V byzantském období dominoval náboženský význam (vesnice jako sídla klášterů) a zemědělství ustoupilo do pozadí. Jeden takový byzantský klášter cca z 5.-8. století byl odkryt přímo na vrcholku Ras al-Tavil. Našla se v něm kaple s mozaikovou podlahou a pohřební jeskyní, lis na olivový olej a mince. Historický význam má i pahorek Giv'at Ša'ul na západním okraji čtvrtě, arabsky nazývaný Tel el-Ful. V době okolo roku 1200 před naším letopočtem zde bylo sídlo kmene Benjamín. V roce 1965 si na vrcholu Giv'at Šaul začal jordánský král Husajn I. stavět svou rezidenci. Rozstavěný skelet jordánského královského paláce nebyl po roce 1967 nikdy dokončen a dominuje krajině.

## Demografie
Celkem tu vzniklo 10 000 bytů a populace přesahuje 40 000. Plánuje se dalších 12 000 bytových jednotek pro 55 000 lidí. Populace je tvořena rodinami sekulárními i nábožensky sionistickými. Plocha této městské části dosahuje 5467 dunamů (5,467 kilometru čtverečního).
| Rok            | 2000   | 2002   | 2003   | 2004   | 2005   | 2006   | 2007   | 2008   |
| -------------- | ------ | ------ | ------ | ------ | ------ | ------ | ------ | ------ |
| Počet obyvatel | 36 469 | 38 684 | 39 747 | 40 665 | 41 208 | 41 653 | 41 882 | 42 115 |